# インゴルフ・モルク
インゴルフ・モルク（Ingolf Mork、1947年6月4日 - 2012年2月1日）は、ノルウェー、ムーレ・オ・ロムスダール県モルデ出身のスキージャンプ選手。

## 競技歴
1970年ノルディックスキー世界選手権、70m級で1本目4位の好位置につけるものの2本目は13位で結局9位、90m級では25位の成績を残す。
1970-1971シーズンのジャンプ週間で4戦中3勝したが、第3戦インスブルックで16位と得点を稼げずにイジー・ラシュカに次ぐ総合2位となった。1971年のホルメンコーレン大会で優勝。
1971-1972シーズンのジャンプ週間では開幕から3連勝した笠谷幸生が最終戦を欠場したことにより前年とは反対に勝利なしで総合優勝となった。
1972年札幌オリンピックでは70m級で日本勢に次ぐ4位、90m級で28位となった。同年のホルメンコーレン大会では前年に続いて2連覇を達成した。ノルウェー選手権では1971年、1972年に70m級を2連覇。しかし1972年限りで現役を引退した。
1973年にホルメンコーレン・メダルを受賞（同時受賞はアイナル・ベルクスラントとフランツ・ケラー）。
2012年2月1日、病気のために亡くなった。64歳没。

## 笠谷を肩車した4位の外人選手
上述の通り札幌オリンピックの70m級ジャンプにて日の丸飛行隊（笠谷幸生、金野昭次、青地清二）が1位から3位までのメダルを独占した時の4位の選手である。
壮絶な順位争いの末の4位であったが、試合後に悔しさを押さえ、1位の笠谷幸生を肩車して功績を称えた。当時「笠谷を肩車した4位の外人選手」として話題となった。

## 脚註
1. ↑  Ingolf Mork (64) er død Rbnett 2012-2-2